# Acronychia papuana
Acronychia papuana là một loài thực vật có hoa trong họ Cửu lý hương. Loài này được Gibbs mô tả khoa học đầu tiên năm 1917.